# Korv
För andra betydelser, se Korv (olika betydelser).

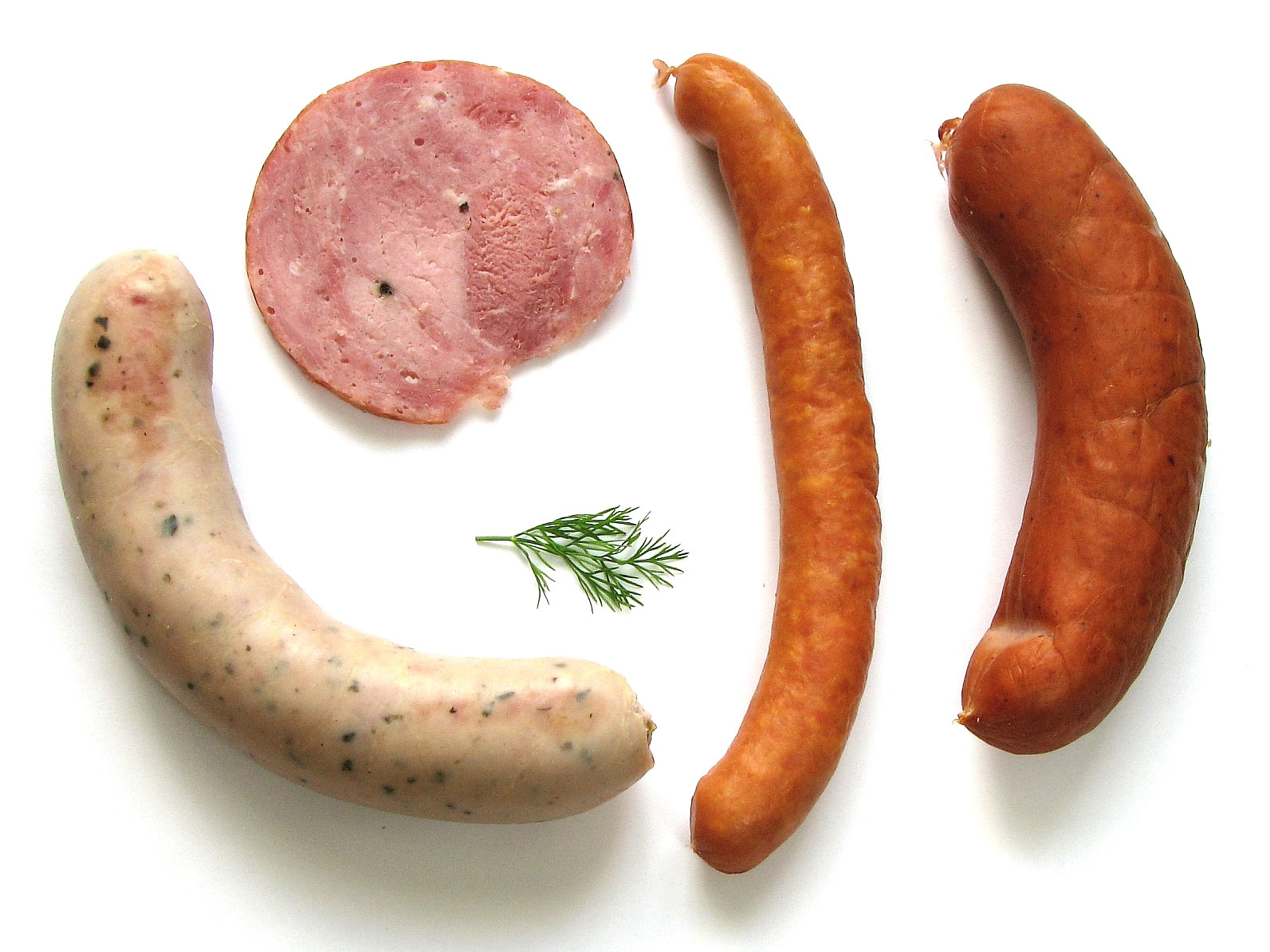
Olika korvar.

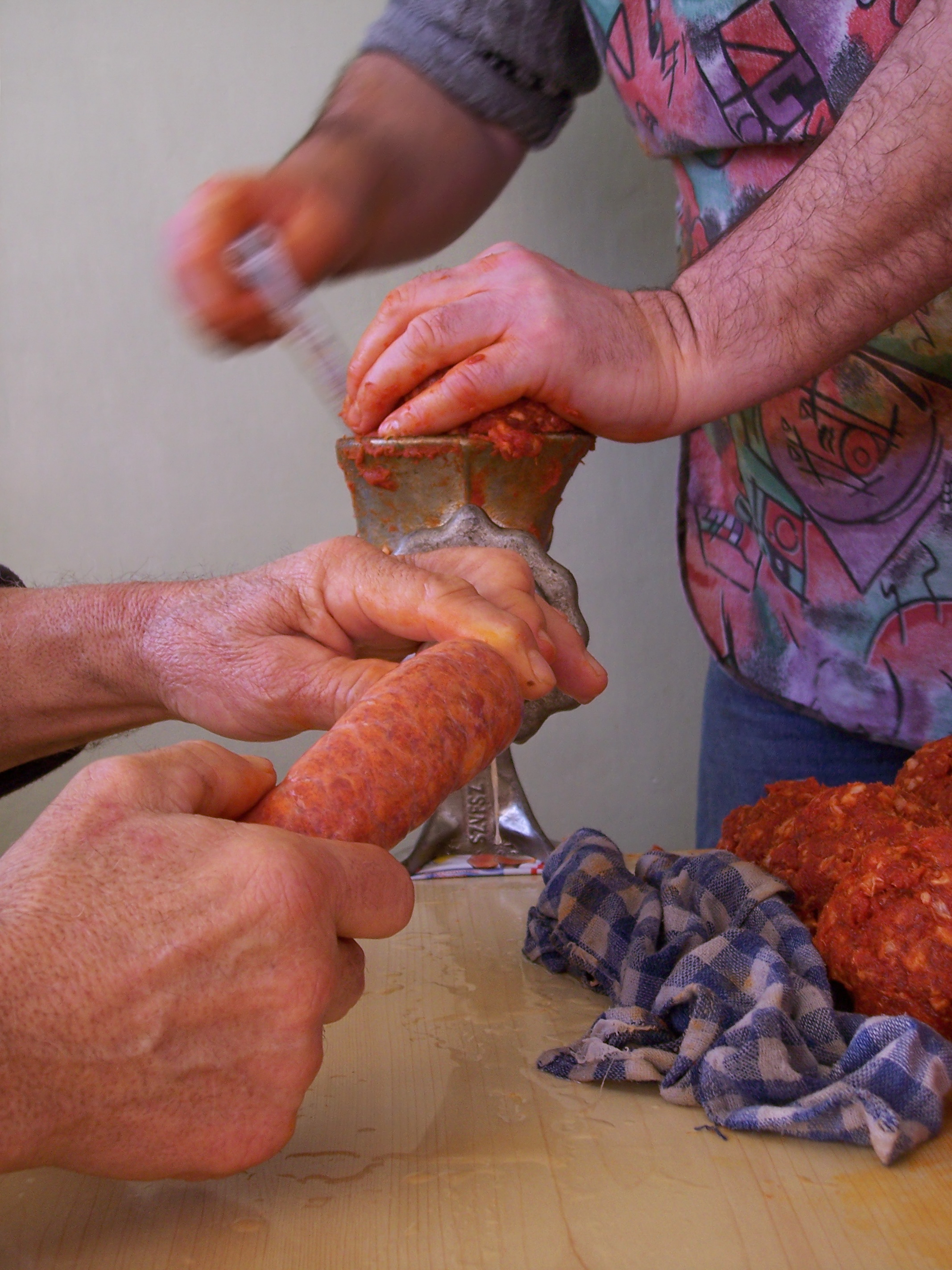
Korvstoppning.

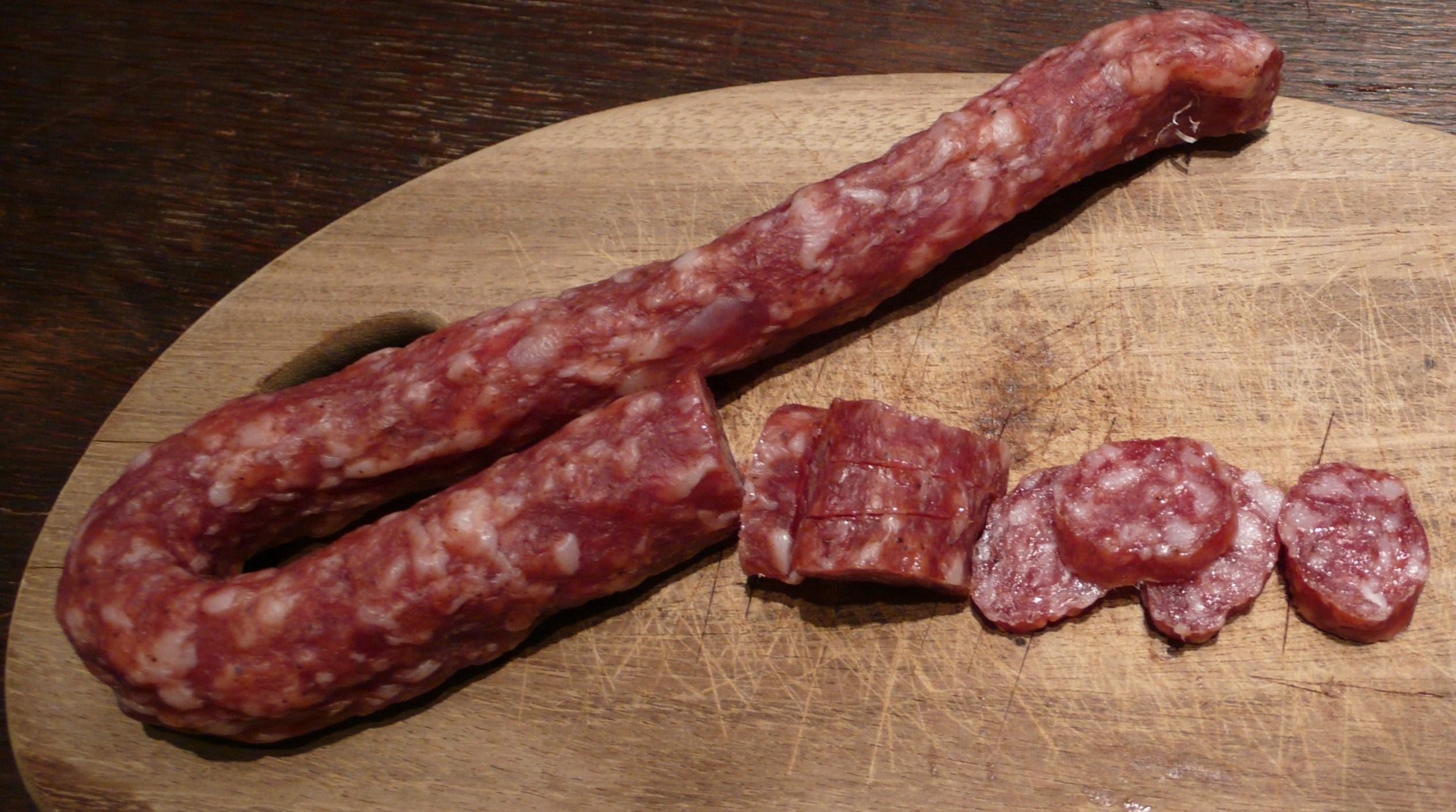
En torkad korv avsedd att ätas kall.

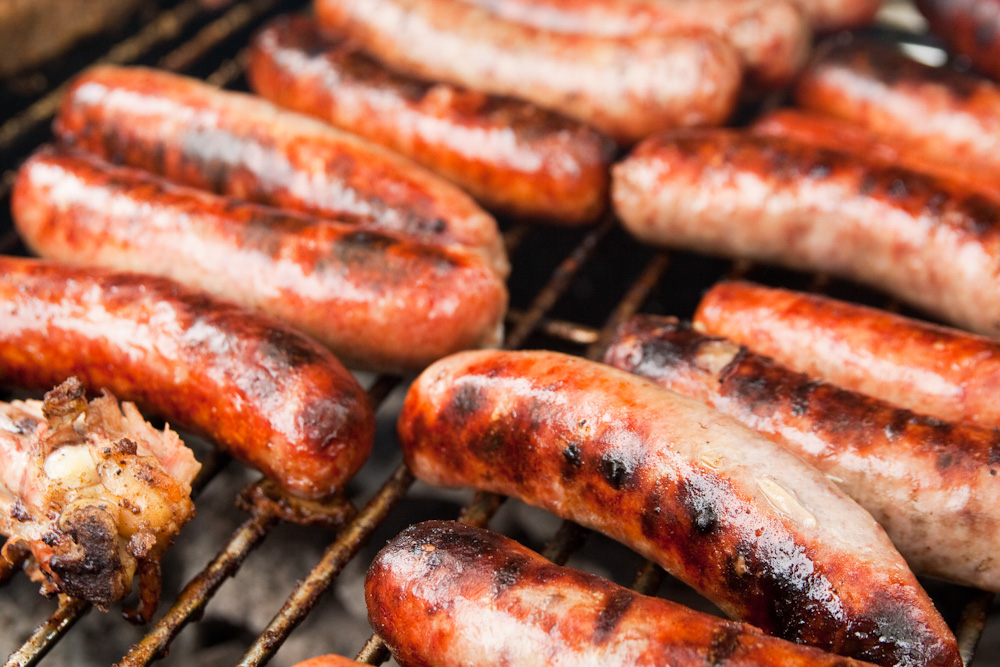
Italienska korvar på en grill.

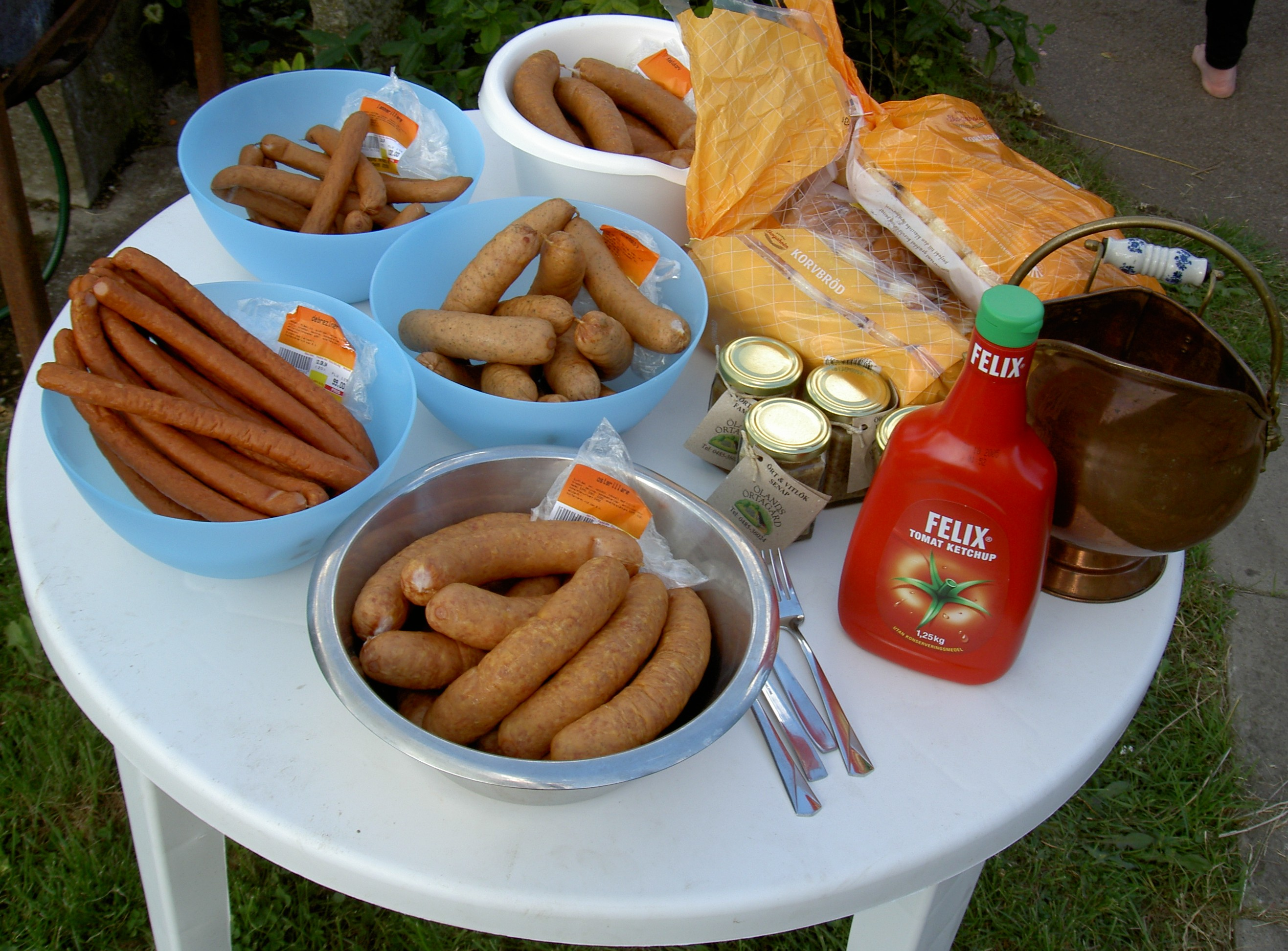
Olika korvar, korvbröd, ketchup och senap.

Korv avser vanligen en livsmedelsprodukt som innehåller kött och som tillverkas i avlång form. Korvar finns i olika storlekar, med olika köttråvaror eller vegetariska råvaror och andra ingredienser. Beroende på typ av korv äts de varma eller kalla, som huvudrätt, tilltugg eller smörgåspålägg, och kan vara såväl ett billigt baslivsmedel eller en lyxprodukt. Den korv som säljs i Sverige är vanligen förkokt eller rökt, mer sällan rå.

## Allmänt
Korv består av skinn och fyllning. Skinnet på smalare korvar som ej skalas kan vara animaliskt, det vill säga rengjorda tarmar från slaktdjur (kallas fjölster eller fjälster) eller tillverkat av kollagen eller alger. Korvskinn på tjockare korvar (samt smala skinnfria) som skalas av kan även det vara fjälster eller tillverkat av viskos, papper/viskos, plast, kollagen eller tyg. Fyllningen i en korv består oftast av köttblandningar som är kryddade med för korvtypen specifika kryddor. Vid manuell korvstoppning används ofta ett redskap som kallas för korvhorn på vilket fjälstret träs upp. I allmogesamhället tillverkades korvhorn ofta av kohorn, numera är de vanligen av rostfritt stål.
Korv innehåller en stor mängd energi, i form av bland annat fett. Detta uppgår ofta till över 200 kilokalorier per hundra gram.
Köttinnehållets ursprung varierar mellan länder, beroende på vilka köttdjur som är vanliga där. Medan fläskkött är vanligt i många europeiska korvar, är lammkött vanligt i Mellanöstern i länder där fläskkött undviks av religiösa skäl.
Det finns även ett brett utbud av vegetariska korvar, ofta tillverkade av sojaprotein eller quorn.

## Historia och etymologi
Att rensa djurtarmar som man fyllde med det man inte kunde förtära för stunden var ett enkelt sätt att förvara kött efter slakten. Senare förfinades konserveringsmetoder som rökning, saltning och torkning. Byar hade egna korvsorter och smaksättningar.

### Sverige
Ordet korv kommer av fornnordiska korver. Ursprunget är omstritt, men sannolikt är det samma ord som isländska kurfr, med betydelsen 'avskuren bit', 'stump,' och fornengelskans cyrf, 'avskuret stycke', med ursprung i germanska kerban, 'skära' (jämför engelska "carve"). Sedan medeltiden har även ordet pölsa använts för korv i svenskan, men i modern tid syftar ordet främst på maträtten pölsa.
Under medeltiden etablerades korv som ett livsmedel. De äldre svenska korvarna var troligen mycket okryddade och bestod i allmänhet av torkat, syrat kött. Olaus Magnus skriver i början av 1500-talet att utländska korvmakare med sina varor förklemade den nordiska befolkningen.
Under 1700-talet blev korv alltmer så kallad fattigmansmat, främst på grund av att många korvtillverkare inte var så nogräknade med vad man stoppade i sina korvar. I allmogerecept från 1800-talet påtalas att späcket i korven skulle vara härsket för att åstadkomma den rätta smaken. I äldre tid var också den färska korven den mer exklusiva, medan kallrökt och torkad korv främst sågs som nödproviant. Korvens dåliga rykte höll i sig långt in på 1900-talet. Gustav V:s kokbok innehållande över 400 recept innehåller inte ett enda recept med korv. I Fru Saxons kokbok från 1928 sägs att den som äter köttfärs eller korv är inte nogräknad, var sig i fråga om snygghet eller sin hälsa. Ännu i en sociologisk undersökning från 1976 konstaterades att korv var betydligt vanligare mat i arbetarhem än hos akademiker.
Först under slutet av 1900-talet kom den tidigare föraktade rökta och torkade korven att lyftas fram som delikatessmat. Den svenska korvkulturen är lånad från andra delar av världen, framför allt Tyskland, Frankrike och Italien, men på senare år även från mer exotiska länder.
De första varmkorvarna med mos såldes i Sverige 1897. Detta skedde vid Stockholmsutställningen 1897, då "korvgubbar" (de var dock kvinnor) gick omkring och sålde korv till besökare och utställare. Korv med bröd och senap dök dock upp långt senare.
Stockholms stadsvakt, ursprunget till dagens polisväsende i staden, kallades för "korvar" på 1800-talet. Någon anknytning till maträtten korv handlade det inte om – det var istället det franska begreppet "corps de garde" som blev till "korvar" i vardagsspråket.
I mitten av 1900-talet förbjöds de så kallade korvgubbarna att sälja korv via låda på magen, av hälsoskäl. Istället öppnade korvkiosker. Några år senare blev det krav på att korvkioskerna skulle ha toalett och rinnande vatten så nya korvkiosker fick hastigt byggas. Owe Thörnqvist skrev Varm korv boogie som en protestlåt som gavs ut 1959. Låten Blommig falukorv skrevs 1965 av Hans Alfredson, och i refrängen till Köppäbävisan från 1981 sjungs "fånnt ja en körv så hupper jag i älva"

#### Svenska korvdagar
I Sverige har flera dagar där korvätande eller olika sorters korv uppmärksammas etablerats av sammanslagningar som Korvakademien och Grynkorvsakademin:
- 12 mars − Alla korvars dag
- 13 maj − Tunnbrödsrullens dag
- 8 juni − Falukorvens dag
- 30 juni − Pilsnerkorvens dag
- 23 juli − Varmkorvens dag
- Tredje torsdagen i augusti − Värmlandskorvens dag
- 7 september − Salamins dag
- Tredje torsdagen i oktober − Grynkorvens dag
- Fjärde Tredje lördagen i oktober − Hackkorvens dag
- 10 december − Prinskorvens dag

### Danmark, Norge och Finland
I Danmark och Norge kallas korv för pølse, som är ett germanskt ord för något uppsvällt och tjockt. Bland finskspråkiga i Finland används ordet makkara för korv.

### Tyskland och Nederländerna
Wurst är det tyska ordet för korv. Det används ofta i sammansättningar som t.ex. bratwurst och knackwurst (förkortat knake). I Nederländerna kallas korv för worst.

### Frankrike, Italien och Spanien
Saucisse är det franska ordet för korv, men det härstammar från latinets salsus som betyder saltad. Salsicia är en saltad korv. I Italien kallas korv för salsiccia, i Spanien för salchicha och i Portugal för salsicha.

### England
I England har ordet sausage använts sedan år 1066 då Wilhelm Erövraren införde franskan som hovspråk. Där användes för övrigt engelska uttryck för levande djur och franska uttryck för slaktade djur.

## Hållbarhet
En färsk obehandlad korv har mycket kort hållbarhet och bör genast kokas eller stekas, alternativt frysas för senare konsumtion.
För att förlänga hållbarheten kan korven rökas, torkas och/eller behandlas så att syran i korven ökar och således motverkar skadliga bakterier. I de flesta moderna industriellt tillverkade korvarna sker det genom att tillsätta exempelvis askorbinsyra och natriumnitrat, -nitrit (salpeter) för att motverka den kraftigt giftiga bakterien Clostridium botulinum (Botulism).
I mer traditionellt hantverk tillsätter man olika probacteria, former av exempelvis lactobacillus, som dels ökar den konserverande syrahalten, dessutom tränger undan skadliga bakterier och sist men inte minst tillför korven angenäma aromer under en lagringstid på sex veckor eller mer. Traditionell salami är på detta sätt mjölksyrajäst.